# Coelophthinia curta
Coelophthinia curta är en tvåvingeart som först beskrevs av Oskar Augustus Johannsen 1912.  Coelophthinia curta ingår i släktet Coelophthinia och familjen svampmyggor. Inga underarter finns listade i Catalogue of Life.